# Marathon van Belgrado 2013
De marathon van Belgrado 2013 vond plaats op 21 april 2013 in Belgrado. Het was de 26e editie van deze marathon. 
De wedstrijd bij de mannen werd een overwinning voor de Keniaan Edwin Kiplagat Kitum. Hij was ruim meer dan vijf minuten sneller dan zijn landgenoot Eluid Kibet Kirui. Boash Mayaka Ongaga, die in 2:30.43 over de finish kwam, maakte het Keniaanse podium compleet.
Bij de vrouwen ging de Servische Olivera Jevtić met de hoogste eer strijken. Zij kwam in 2:36.12 over de meet. 
Naast de hele marathon kende het evenement ook een wedstrijd over de halve marathon.

## Marathon
Mannen
| rang | naam                 | land | tijd    |
| ---- | -------------------- | ---- | ------- |
| 1    | Edwin Kiplagat Kitum | KEN  | 2:19.34 |
| 2    | Eluid Kibet Kirui    | KEN  | 2:24.40 |
| 3    | Boash Mayaka Ongaga  | KEN  | 2:30.43 |
| 4    | Stanley Kipruto      | KEN  | 2:36.11 |
| 5    | Kristijan Stosic     | SRB  | 2:37.55 |

Vrouwen
| rang | naam           | land | tijd    |
| ---- | -------------- | ---- | ------- |
| 1    | Olivera Jevtić | SRB  | 2:36.12 |
| 2    | Lidija Miklos  | SRB  | 3:05.59 |
| 3    | Diana Golek    | POL  | 3:16.48 |
| 4    | Jelena Brezac  | CRO  | 3:35.57 |
| 5    | Maja Urban     | CRO  | 3:38.56 |

## Halve marathon
Mannen
| rang | naam            | land | tijd    |
| ---- | --------------- | ---- | ------- |
| 1    | Darko Zivanovic | SRB  | 1:08.37 |
| 2    | Mirko Petrovic  | SRB  | 1:11.08 |
| 3    | Srdan Samardzic | SRB  | 1:12.53 |

Vrouwen
| rang | naam              | land | tijd    |
| ---- | ----------------- | ---- | ------- |
| 1    | Ana Subotic       | SRB  | 1:19.35 |
| 2    | Anna Celinska     | POL  | 1:19.49 |
| 3    | Ksenija Bubnjevic | SRB  | 1:23.07 |

1989 ·
1990 ·
1991 ·
1992 ·
1993 ·
1994 ·
1995 ·
1996 ·
1997 ·
1998 ··
1999 ·
2000 ·
2001 ·
2002 ·
2003 ·
2004 ·
2005 ·
2006 ·
2007 ·
2008 ·
2009 ·
2010 ·
2011 · 
2012 ·
2013 ·
2014 ·
2015 ·
2016 ·
2017 ·
2018 ·
2019 ·
2020